# حسن المدد في معرفة فن العدد
حسن المدد في معرفة فن العدد «علم عَدِّ الآي» كتاب لإبراهيم الجعبري في علوم القرآن، وهو يبحث في أحوال آيات القرآن الكريم من حيث عدد الآيات في كل سورة، وما بداية الآية وما نهايتها.
وهو علم مهم من حيث تعلقه بعلم القراءات وبعلم التفسير، وبخاصة أن طلبة القراءات يحتاجون إليه.
ويطلق عليه أيضًا اسم (علم الفواصل)، والفاصلة هي الكلمة التي آخر الآية.
وقد ألّف الإمام الجعبري في علم عدِّ الآي، أو علم الفواصل، عددًا من المؤلفات، ذكرها في كتابه «الهبات الهنيات في المصنفات الجعبريات»، وهي:
- حسن المدد في معرفة فن العدد.
- عقد الدرر في عدد آي السور.
- حديقة الزهر في عد آي السور.
- إلحاق العدد الكوفي بالعدد البصري.

وذكر الإمام الجعبري كتبه هذه في كتابه (الهبات الهنيات)، في قسم علوم القرآن.

## لمحة عن الكتاب
يعتبر هذا الكتاب للإمام الجعبري من أوسع وأشمل الكتب المؤلفة في علم العدد، كما يقول د. بشير الحميري في مقدمة تحقيقه للكتاب.
وقد قسم الإمام الجعبري رحمه الله كتابه هذا إلى تسعة أبواب:
1. في الأخبار والآثار الدالة على الاعتناء بالعدد والحث على تعلمه والرخصة في العد بالعقد في الصلاة.
2. في أئمة العدد الذين انتهت إليهم طبقته، ووقفت عليهم روايته بالأمصار.
3. في الإسناد (أي اتصال سند الجعبري بهؤلاء الأئمة واتصال سندهم بمن فوقهم).
4. في جملة عدد سور القرآن وآياته وكلماته وحروفه اتفاقًا عن أئمة العدد.
5. في ذوات النظير في الآي والكلم والحروف من السور على مذهب أئمة العدد.
6. فيما انفرد بِعَدِّه من الآي إمام فأكثر عن غيره، أو أسقطه.
7. في ضابط يعرِّفُ الفواصل.
8. في السور المكية والمدنية والآيات السفرية.
9. في ذكر فواصل آيات السور، سورةً سورةً على ترتيب المصحف العثماني؛ لأنه المحكم.

وقد صدر الجعبري هذه الأبواب بمقدمة تشتمل على فصلين:
أولهما: في كيفية نزول القرآن العظيم.
والثاني: في حدَّ (أي تعريف) الحرف والكلمة والآية والسورة والقرآن واشتقاق كل منها.
وختم الجعبري كتابه بخاتمة بعدد كل حرف من حروف المعجم على ترتيب مخارجها.
وكتاب (حسن المدد) هذا ذو أهمية كبيرة وقيمة عالية في الجانب الذي عالجه من علوم القرآن الكريم، ويدل على ذلك مدى اهتمام علمائنا رحمهم الله بهذا الكتاب، وتأثرهم به ونقلهم عنه، وقد ذكر محقق الكتاب (د. الحميري) أن كثيرًا من العلماء الذين جاؤوا بعد الإمام الجعبري استفادوا من كتابه هذا، وذكر منهم:
- الإمام بدر الدين الزركشي (المتوفى سنة 794 هـ)، في كتابه (البرهان في علوم القرآن).
- الإمام جلال الدين السيوطي (المتوفى سنة 911 هـ)، في كتابه (الإتقان في علوم القرآن).
- الإمام شهاب الدين القسطلاني (المتوفى سنة 923 هـ)، في كتابه لطائف الإشارات لفنون القراءات).
- الإمام شهاب الدين البنّا الدمياطي (المتوفى سنة 1117 هـ)، في كتابه (إتحاف فضلاء البشر في القراءات الأربع عشر).
- الإمام عبد الله بن صالح بن إسماعيل (المتوفى سنة 1252 هـ)، في كتابه (لوامع البدر في بستان ناظمة الزهر).
- الإمام أبو عيد المخللاتي (المتوفى سنة 1311 هـ)، في كتابه (القول الوجيز في فواصل الكتاب العزيز).
- الإمام محمد بن أحمد المتولي (المتوفى سنة 1313 هـ)، في كتابه (تحقيق البيان في عدِّ آي القرآن).
- الإمام علي محمد الضبّاع (المتوفى سنة 1380 هـ)، في كتابه (إرشاد المريد إلى مقصود القصيد).

## طبعات الكتاب

### طبعة مجمع الملك فهد لطباعة المصحف
قام د. بشير حسن علي الحميري، بتحقيق الكتاب، وحصل به على درجة الماجستير في اليمن بامتياز سنة (1425هـ/ 2004م)، وكانت رسالته بإشراف الدكتور صالح بن يحيى صواب.
وقد قام مجمع الملك فهد لطباعة المصحف الشريف بطباعة هذا الكتاب، وخرج في مجلد واحد في نحو (700) صفحة.
وقد كتب د. الحميري دراسة عن الكتاب اشتملت على مدخل تمهيدي في علم العدد، تناول فيه: التعريف، ثم نظرة في كتب علم العدد، ثم ناقش مصدر العلم، وهل هو اجتهادي أو توقيفي، ثم ذكر بعض القضايا في علم العدد وناقشها، ثم مصادر العلم ومراجعه للباحث في هذا العلم، وفي الباب الأول ترجم الباحث للمؤلف، وقام بدراسة الكتاب ومنهج المؤلف فيه في الباب الثاني، حيث درس فيه نسخ الكتاب، ومنهج المؤلف فيه، ومصادره، وأثره فيمن بعده، كما قام بدراسة لمحتوى الكتاب، تكلم فيها عن عدد كلمات وحروف القرآن في مصادر مختلفة، ثم عدد كلمات وحروف السور، وعدد الحروف الهجائية، ثم فواصل الآيات (الروي)، ثم ذوات النظير، ثم انفرادات العادّين.
وقد قام الباحث بخدمة البحث خدمة جيدة، من حيث: عزو الآيات، وتخريج الأحاديث، والحكم عليها، وترجمة الأعلام الواردة في البحث جميعا، وقارن بين ما يذكره المؤلف بالنسبة للاختلاف في عد الآي داخل السور مع ما يذكره غيره إن كان هناك خلاف، ونبه إلى الصحيح منه، ثم ختم البحث بفهارس قيمة، هي: فهرس الآيات، الأحاديث والآثار، الأعلام، المصطلحات العلمية، علماء العدد، الفواصل، المصادر والمراجع، موضوعات الكتاب.

### طبعة مكتبة أولاد الشيخ للتراث
صدر الكتاب عن مكتبة أولاد الشيخ للتراث/القاهرة، سنة (2005 م)، ويشتمل على (164) صفحة، وهو من تحقيق «جمال بن السيد بن رفاعي الشايب»، وقد قدم له الأستاذ الدكتور «سامي عبد الفتاح هلال» أستاذ التفسير وعلوم القرآن بجامعة الأزهر.
وقد اعتمد المحقق – فيما ذكر – على ثلاث نسخ خطية للكتاب من دار الكتب المصرية، قام بالمقابلة بينها وتخريج الشواهد القرآنية وكذلك الأحاديث والآثار وترجمة من وجد له ترجمة من الأعلام.
ولكن هذه الطبعة محشوة بالسقط والتحريف، والتحقيق المذكور لم يبذل فيه جهد صحيح، والملاحظات عليه كثيرة.

### طبعة الشيخ (إبراهيم عطوة عوض)
وهو عالم قراءات مصري، كان مدرسًا للقراءات في الأزهر الشريف، (1917 – 1996 م)، وقد نشر تحقيقه للكتاب في (6) حلقات في (مجلة الأزهر) سنة (1407 هـ/ 1987م)، وقد ذُكِرَ في مقدمة الطبعة التي نشرها مجمع الملك فهد لكتاب حسن المدد أن هذه الطبعة نشرت على نسخة واحدة دون خدمة تُذكر.

## مخطوطات الكتاب
توجد لهذا الكتاب العديد من النسخ المخطوطة الباقية، ومنها:
- نسخة في المكتبة العثمانية في حلب، وتقع في (71) صفحة، تاريخ نسخها سنة (707 هـ)، وهي ناقصة من أولها، وتوجد مصورة عنها في مركز جمعة الماجد، تحت رقم (244850)، ومصورة أخرى مكتبة المصغرات الفيلمية بقسم المخطوطات بالجامعة الإسلامية، المملكة العربية السعودية، المدينة المنورة، تحت رقم (3320/3).
- نسخة في مكتبة قونية (5198)، وتقع في (76) صفحة، وتوجد مصورة عنها في مركز جمعة الماجد، تحت رقم (483477).
- نسخة أخرى في مكتبة قونية، وتقع في (137) صفحة، ناسخها (مصطفى الإستانبولي)، سنة (1146 هـ)، وتوجد مصورة عنها في مركز جمعة الماجد، تحت رقم (499061).
- نسخة في دار الكتب المصرية (27304 ب)، وتقع في (79) صفحة، وتوجد مصورة عنها في مركز جمعة الماجد، تحت رقم (453916).
- وهناك نسختان أخريان من الكتاب في دار الكتب المصرية، ذكرهما (جمال السيد الشايب) في مقدمته لطبعته لكتب (حسن المدد)، إذ ذكر أنه اعتمد على (3) نسخ خطية، وهي النسخة السابقة المشار إليها أعلاه، ونسخة تحت رقم (قراءات ق 20)، ونسخة ثالثة تحت رقم (قراءات طلعت 115).
- نسخة في الخزانة الحسنية (الملكية) في الرباط علوم قرآن (11336/2 ز)، وتقع في (68) صفحة، ناسخه (محمد بن علي)، سنة (1158 هـ)، ضمن مجموع تشغل فيه الصفحات (102 – 169)، وتوجد مصورة عنها في مركز جمعة الماجد، تحت رقم (577013)، ومصورة أخرى في معهد إحياء المخطوطات العربية في القاهرة، تحت رقم حفظ: (القراءات والتجويد 313).
- نسخة في مكتبة الجامع الكبير بصنعاء (قراءات وتجويد 21)، وتقع في (97) صفحة، وناسخها الإخميمي، سنة (876 هـ)، وتوجد مصورة عنها في معهد إحياء المخطوطات العربية في القاهرة، تحت رقم حفظ: (القراءات والتجويد 169).
- نسخة أخرى في مكتبة الجامع الكبير بصنعاء (قراءات وتجويد 21)، وتقع في (74) صفحة، ناسخها محمد بن أحمد بن محمد الأنصاري الأخميمي الخزرجي، سنة (876 هـ)، وتوجد مصورة عنها في معهد إحياء المخطوطات العربية في القاهرة، (القراءات والتجويد 70).
- نسخة في مكتبة الجامع الكبير في اليمن/ صنعاء، تحت رقم الحفظ: (1572).
- نسخة في المكتبة الحميدية في تركيا/ استانبول، تحت رقم الحفظ: (18).
- نسخة في مكتبة الجامعة الأمريكية في لبنان/ بيروت، تحت رقم الحفظ: (310/1)، ناسخها (عثمان بن يوسف) وتاريخ نسخها سنة (1053 هـ).
- نسخة في مكتبة برنستون في الولايات المتحدة الأمريكية/ مدينة برنستون، تحت رقم الحفظ: (4625)، وهي نسخة ناقصة، حذفت منها بعض المباحث، وتقع في (24) ورقة.
- نسخة في مركز سعود البابطين الخيري للتراث والثقافة، وهي نسخة تامة، على بعض حواشيها تصحيحات، كتب فيها النص بالمداد الأسود، على كاغد مشرقي، وتجليدها من الورق المقوى المغلف بجلد أحمر، وزينت الدفتان بإطارين منقوشين متصل بهما دوائر مضغوطة منقوشة، وقد ذكر أن تاريخ نسخها هو عام (700 هـ)، وهو خطأ؛ لأن المؤلف رحمه الله ذكر في آخر كتابه أنه فرغ من تأليفه سنة (707) هـ..
- نسخة في المكتبة البريطانية، وهي نسخة جيدة في (63) ورقة، محفوظة على ميكروفيش برقم (4952).
- نسخة في مكتبة جاريت (يهودا)، وهي منسوخة في القرن الـ (12 هـ)، وموجودة تحت الرقم (16 [(158) 4625 ] في الأوراق من (15ب – 38 ب).
- نسخة في مكتبة عبد العزيز قاري الخاصة بالمدينة المنورة، وقد ذكرها د. الحميري في دراسته للكتاب.

## روابط خارجية
كتاب حسن المدد في معرفة فن العدد